# ベネディクト16世 (ローマ教皇)
ベネディクト16世（ベネディクト16せい、ラテン語: Benedictus XVI、出生名: Joseph Aloisius Ratzinger、1927年4月16日 - 2022年12月31日）は、2005年4月19日から2013年2月28日に辞任するまで、カトリック教会最高位にあたるローマ教皇であり、バチカン市国の君主であった。2005年、ローマ教皇ヨハネ・パウロ2世の死去に伴う教皇コンクラーヴェ（2005年のコンクラーベ）でベネディクトが教皇に選出された。2013年の退任後は「名誉教皇」の称号で呼ばれた。
1951年、故郷のバイエルンで司祭に叙階されたヨーゼフ・ラッツィンガーは学問の道に進み、1950年代後半には神学者として高く評価されるようになった。1958年、31歳のときに正教授に任命された。その後、ドイツの複数の大学で神学教授を務めた後、ミュンヘンとフライジングの大司教に任命され、1977年には教皇パウロ6世によって、司牧経験の少ない人物としては異例の枢機卿に叙任された。1981年、ローマ教皇庁の最も重要な部局のひとつである教理研究所の所長に任命された。2002年から2005年に教皇に選出されるまで、首席枢機卿も務めた。教皇就任前はヨハネ・パウロ2世の最側近として「教会の優先順位や方向性を決める上で誰にも負けない影響力」を持ち、「四半世紀にわたって聖座の舞台で活躍した重要人物」であった。教理研究所長に就任した1981年から帰天する2022年までの41年間ローマに在住した。
彼の著作は概して伝統的なカトリックの教義、価値観、典礼を擁護するものであり、多作であった。もともとはリベラルな神学者だったが、1968年以降は保守的な見解を採用した。
ベネディクト16世は在位中、欧米の多くの国で進む世俗化に対抗するため、キリスト教の基本的価値観への回帰を提唱した。相対主義による客観的真理の否定、特に道徳的真理の否定を21世紀の中心的問題とみなした。そして、カトリック教会と神の贖罪の愛に対する理解の重要性を説いた。ベネディクトはまた、トリエント・ミサを昇格させるなど、多くの伝統を復活させた。カトリック教会と芸術の関係を強化し、ラテン語の使用を促進し、伝統的な法衣を再導入したことから、「美学の法王」と呼ばれるようになった。1980年代半ばから「教会における知的主体」と評されるようになった。
2013年2月11日、ベネディクトは高齢による「心身の体力不足」を理由に辞任を表明した。教皇の辞任は1415年のグレゴリウス12世以来で、教皇の自発的な辞任は1294年のケレスティヌス5世以来であった。2013年3月13日にフランシスコに継承され、引退後はバチカン市国にある新装されたマーテル・エクレジエ修道院に入居し、2022年の帰天まで同修道院に居住した。
ベネディクトは母国語のドイツ語のほか、フランス語、イタリア語、英語、スペイン語にある程度の習熟度があった。また、ポルトガル語、ラテン語、聖書ヘブライ語、聖書ギリシャ語にも通じていた。また、フランス人文院など、社会科学系のアカデミーのメンバーでもあった。ピアノを弾き、モーツァルトとバッハを好んだ。

## 教皇就任までの略歴

### 幼少期から司祭時代

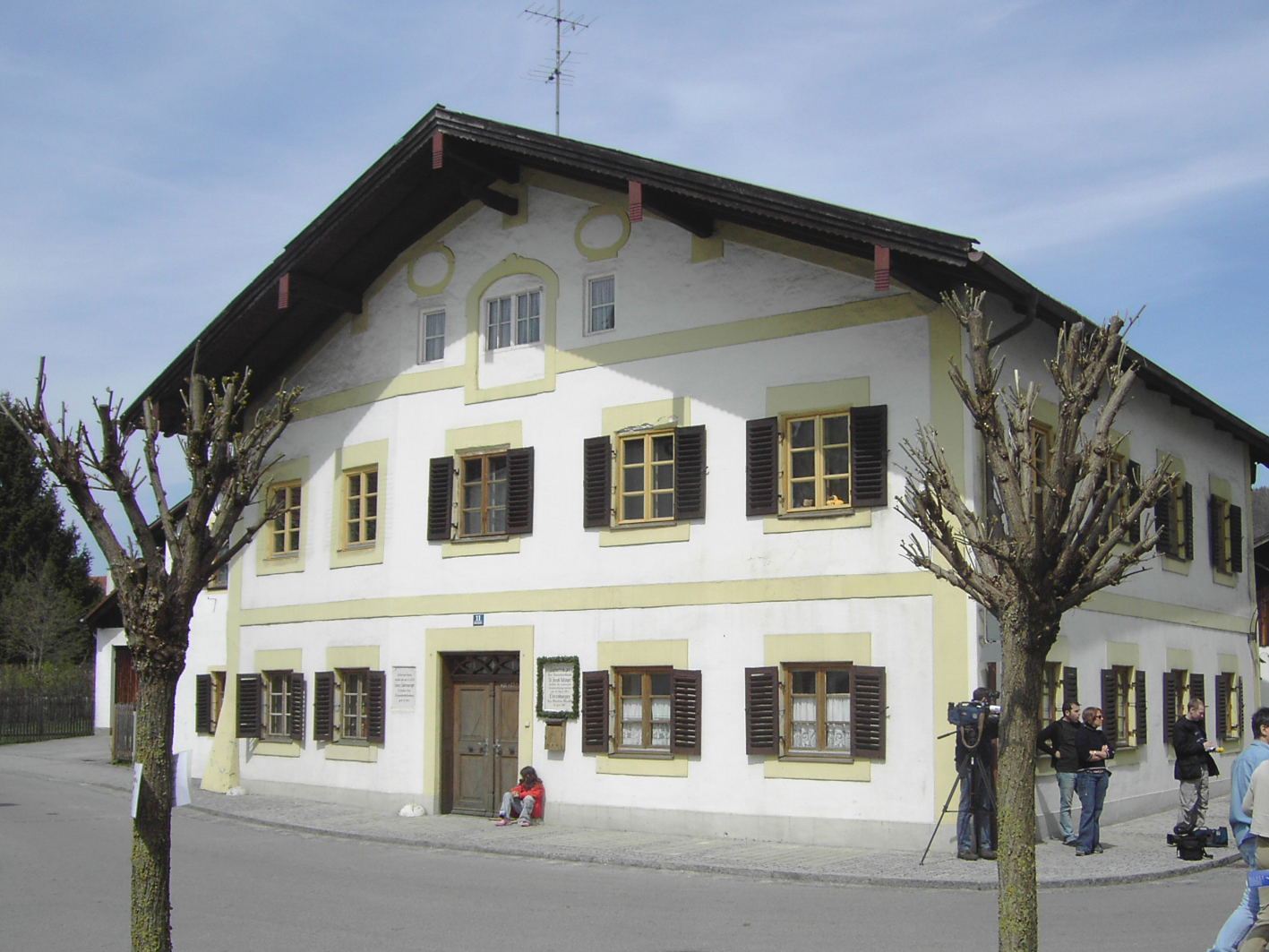
ヨーゼフ・ラッツィンガーの生家

ヨーゼフ・ラッツィンガーは1927年4月16日の聖土曜日の午前8時30分、父ヨーゼフと母マリアの次男としてドイツのバイエルン州マルクトル・アム・インで生まれた。父親は警察官であり、母は食堂の手伝いをして生計を立てていた。父ヨーゼフは1937年に退職したが、勃興してきたナチスに対して激しい嫌悪感を抱いていた。兄ゲオルクは、後にヨーゼフと共に司祭職を志して司祭となり、ヨーゼフが教皇になった後も時折会っていたが、2020年7月1日に96歳で亡くなった。姉マリアは生涯独身で自身の身の世話をしていたが、1991年に亡くなっている。
親族によれば、ヨーゼフは小さい頃から司祭になることを夢見ていたという。しかし1939年に第二次世界大戦が勃発し、ドイツが戦争一色になると14歳でヒトラーユーゲントへ加入する。当時のドイツでは、「ヒトラーユーゲント法」によって、10歳から18歳までの青少年はヒトラーユーゲントへ加入することが義務付けられていた。1943年には学友と共に対空防衛補助活動に動員され、1944年にいったん自宅へ戻ることができたが、戦況の悪化にともなって再び動員されて歩兵としての訓練を受けた。1945年4月にドイツ降伏後のわずかな期間ウルムの捕虜収容所に収容されていたが、まもなく解放された。
戦後に兄ゲオルクと共にトラウンシュタインの聖ミカエル神学校で哲学と神学を学んだ後にミュンヘン大学でも学んだ。その後、ヨーゼフは1951年6月29日に司祭に叙階され、1953年に『聖アウグスティヌスの教会論における神の民と神の家』という論文で神学博士号を取得。さらに1957年には聖ボナヴェントゥラについての論文を著して大学教授資格を得て、フライジング哲学神学大学に迎えられた。ヨーゼフは1959年から1963年まではボン大学で教え、ついでミュンヘン大学、テュービンゲン大学で教鞭をとった。テュービンゲンでは著名な神学者ハンス・キュングと共に教えたが、当時の大学にあふれていた学生運動や学生たちのマルクス主義への傾倒には行き過ぎを感じていた。1969年から1977年まではレーゲンスブルク大学に所属し、1976年から副学長を務めた。この時期の教え子の一人に、後に側近となったクリストフ・シェーンボルンがいる。
第2バチカン公会議ではケルン大司教ヨーゼフ・フリングス枢機卿の神学顧問として活躍。公会議文書『キリスト教以外の諸宗教に関する教会の態度についての宣言』の作成において貢献した。後にラッツィンガーは教理省長官として再び他宗教・思想との関係を論じた『ドミヌス・イエスス』を世に問うことになる。

### 司教・枢機卿時代

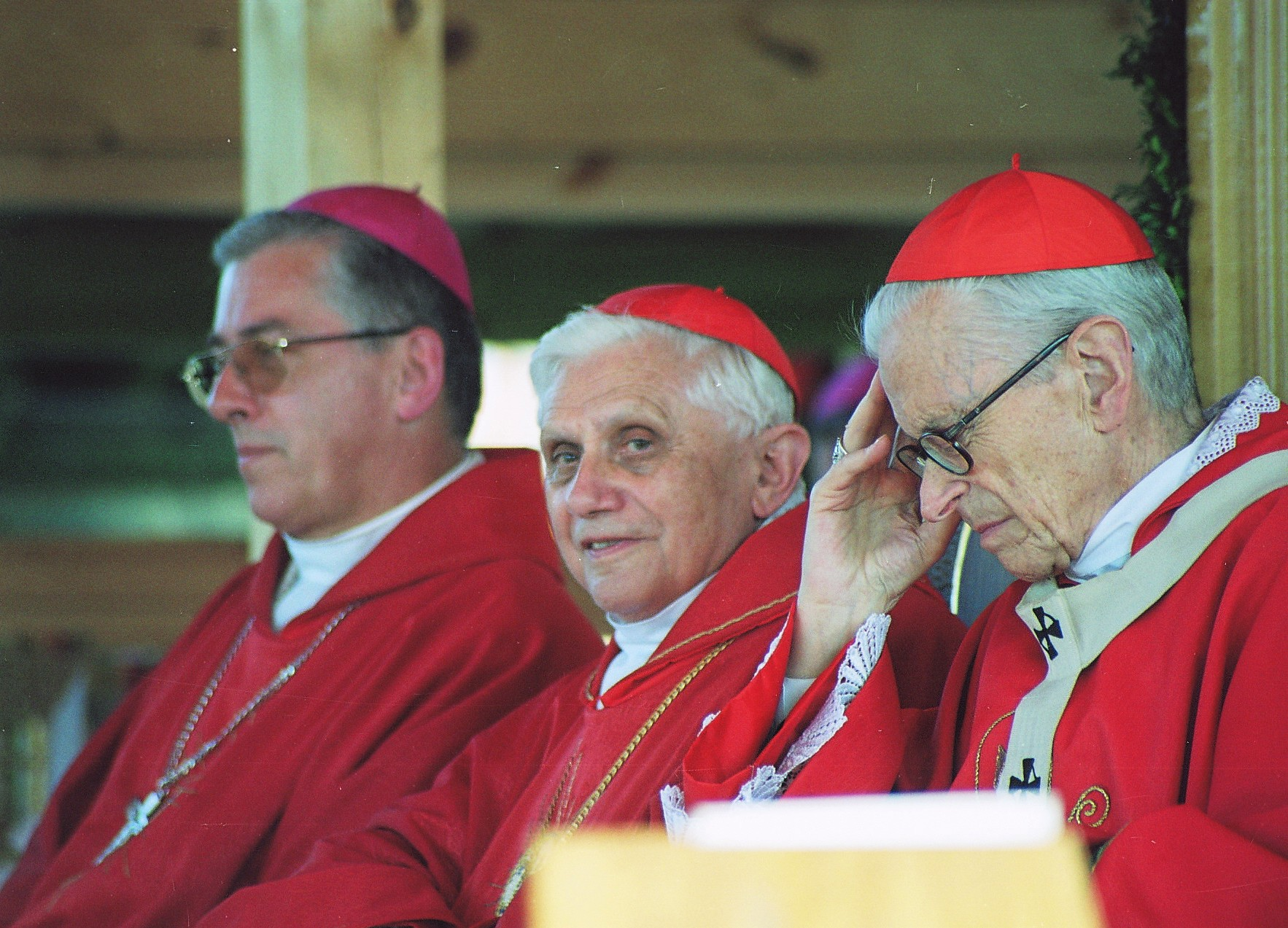
枢機卿時代のベネディクト16世（写真中央の人物）。

1972年、ラッツィンガーはハンス・ウルス・フォン・バルタザールやアンリ・ドゥ・リュバックらと共に神学ジャーナル『コムニオ』を発刊。『コムニオ』は今では17言語で発行されるほどカトリック神学の世界において重要なものとなっている。
1977年にミュンヘン・フライジングの大司教に任命された。このとき、彼が司教職のモットーとして選んだ言葉は「ヨハネの第三の手紙」からとった「コーペラトレス・ウェリターティス」（真理の協働者）であった。同年、パウロ6世によって枢機卿にあげられたが、2005年のコンクラーヴェにおいて、パウロ6世の任命した枢機卿のうちで生存しているものは14名、80歳以下でコンクラーヴェに参加できたものはラッツィンガーを含めてわずか3人だった。
1981年11月、教皇ヨハネ・パウロ2世は、ラッツィンガーを教理省の長官に任命した。彼は教皇位を受けるまでその地位にあった。教理省はかつて検邪聖省といわれていたもので、古くは異端審問を担当した組織である。1982年にミュンヘン大司教区を離れ、1993年に司教枢機卿になり、1998年に枢機卿団の次席枢機卿、2002年11月30日に首席枢機卿に任命された。歴代の首席枢機卿はオスティアの名義司教であることが通例であるため、同時にオスティアの司教位も受けた。カトリック教会において是認されている教義に異を唱える神学者に対して厳しく対処するなど、保守派の代表格とみなされていた。
しかし、第2バチカン公会議に背を向けるマルセル・ルフェーブル大司教などの運動には批判的であり、大司教がバチカンの許可なく司祭を叙階しようとした際には、バチカンを代表して直接面談し、「司教があくまでも分裂（シスマ）の道を進むのであれば、教会を破門されるだろう」と「改めて具体的に警告」して、伝統派を牽制した。ルフェーブル大司教は、この警告を無視して司祭を叙階して、聖ピオ十世会と称する独自組織を創設した。

### 教皇就任
ヨハネ・パウロ2世の健康状態が悪化するにつれ、教皇の側近であり実質的に教皇庁をとりしきっていたラッツィンガーは後継教皇の最有力候補とみなされるようになった。教皇就任前の2005年4月初頭には『タイム』誌の「世界でもっとも影響力のある100人」の一人に選ばれている。
2005年4月19日、コンクラーヴェは2日目にしてラッツィンガーを新教皇に選出。コンクラーヴェの動向を見守りながらサン・ピエトロ大聖堂前に集まっていた人々の前にメディナ・エステヴェス枢機卿があらわれ、数言語で群集に呼びかけ、ラテン語で「新教皇としてヨーゼフ・ラッツィンガー枢機卿が選ばれ、ベネディクト16世という教皇名を選んだ」ということを告げた。続いてバルコニーに姿を現した新教皇はイタリア語で群集に挨拶し、最初の祝福 (benedictio) を与えた。ベネディクト16世は教皇選出時78歳であったが、これは1730年のクレメンス12世以来の最高齢での選出である。またドイツ人教皇は11世紀のウィクトル2世以来950年ぶりである。
サン・ピエトロ広場の入り口あたりから、右前方、広場の外に建物が見えるが、その建物の最上階の右から2つ目と3つ目の部屋が教皇の部屋であり、週に一度、広場に向かって手を振る。

## 教皇就任後

ベネディクト16世の教皇紋章。紋章銘は略されているが、ヨハネの福音書、コロサイの信徒への手紙にある"Cooperatores Veritatis"（真実の協働者）がモットーである。

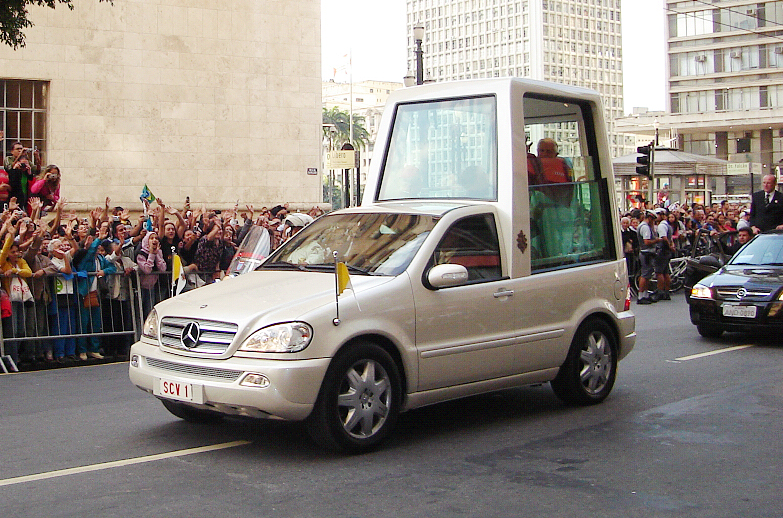
パパモビル（謁見用教皇車）に乗るベネディクト16世

ベネディクトの教皇名を名乗る教皇は、第一次世界大戦時に教皇位にあったベネディクト15世以来80年ぶりである。ベネディクト16世は2005年4月27日に行われた初の一般謁見において、この名を選んだ理由について、世界大戦という困難な時期にあって教会を指導し世界平和の希求を教会の第一の使命であると考えていたベネディクトゥス15世に対する敬意があったこと、次にベネディクト会の創立者ヌルシアのベネディクトゥスからとっていることを明らかにしている。ベネディクトゥスとベネディクト会は中世初期の混乱した時代において、キリスト教の知的遺産や古代文化を守り、次の時代へと継承する役割を担った。教皇は現代を混乱した時代と見、キリスト教2000年の遺産を次代に引き継ぐ責務を感じているといわれる。またベネディクトゥスがヨーロッパの守護聖人であることから、ヨーロッパのキリスト教を再びよみがえらせたいという意志の表れと見る向きもある。
ベネディクト16世の教皇紋章からは、伝統であった教皇の三重冠が消え、代わりに司教のしるしであるミトラが描かれている。教皇はより一般の人々と近づくため、パパモビル（謁見用教皇車）もオープンなものにしたいと考えているといわれている。
教皇の着座式のミサにおいては従来行われてきた全枢機卿の忠誠の誓いの式が廃止され、代わりに枢機卿、聖職者、修道者、信徒家族、最近洗礼を受けた人々の12人の代表による式が行われた。全枢機卿は教皇選挙の終わりにすでに忠誠の誓いをたてている。ベネディクト16世はそういった習慣を廃止する一方で、かつて行われていた赤い教皇靴をはく習慣や列福式の司式などの習慣を復活させた。

### 海外歴訪

ベネディクト16世の訪問国。

2005年に教皇に着座するとベネディクト16世は精力的に海外の訪問を行った。

#### ポーランド
2006年にポーランドを訪問。アウシュビッツ強制収容所を訪問した。ローマ教皇のアウシュビッツ強制収容所の訪問は1979年に同収容所を訪問したポーランド人教皇ヨハネ・パウロ2世に続き2人目である。これは当初の予定にはなかったがベネディクト16世が「私はドイツ人の息子だから」と強い希望で実現した。

#### トルコ
2007年には就任後初めてイスラム諸国であるトルコを訪れた。前年の「ジハード批判」に反発するデモが発生するなど混乱が見られた。このトルコ訪問ではエルドアン首相、セゼル大統領と会談したほか、イスタンブールのスルタンアフメト・モスク（ブルーモスク）を訪問。その後、正教会のコンスタンディヌーポリ総主教庁を訪問、総主教ヴァルソロメオス1世と会談した。

#### アメリカ合衆国
2008年4月にはアメリカ合衆国を訪問した。ホワイトハウスでジョージ・W・ブッシュ大統領と会談し、彼の誕生日を祝福した。またニューヨークでは国連総会で演説をした他、ヤンキースタジアムでミサを司式。さらに同時多発テロで破壊された世界貿易センタービル跡地（グラウンド・ゼロ）を訪問した。この時は、カトリック聖職者による少年への性的虐待がアメリカ合衆国で大きく報道されており、ベネディクト16世はこの件に関して謝罪したが「アメリカの物質的文化にも問題がある」と発言した。

#### イギリス
2010年にはローマ教皇として史上初めてイギリスを訪問し、エリザベス2世と会談した（詳細はw:Pope Benedict XVI's visit to the United Kingdomを参照）。ヘンリ8世が首長令によって英国国教会を設立し、これに対してローマ・カトリック教会がエリザベス1世を破門にしてから両者は400年以上断絶が続いていたために歴史的な意義を持つものになった。しかし、産児制限や同性愛に否定的なローマ・カトリック教会の教義に批判的な団体による抗議や批判も見られた。またこのころ、イギリスではカトリック聖職者による未成年への性的虐待問題が大きく取り上げられており、ベネディクト16世は「言葉にできない罪を恥じる」とイギリスの信徒と国民に向かい謝罪した。

#### ドイツ
2011年、教皇着座後3度目のドイツ訪問ではローマ教皇としては初めてドイツ連邦議会で演説をすることになった。しかし左派政党を中心に50人の議員が教皇との主義の違いから欠席した。またグレーを基調とした議場に立つ白のスータンに赤い靴の教皇の姿に違和感を覚えるドイツ人もいた。2011年9月23日にはマルティン・ルターが修行をしたエアフルトのアウグスティーナ修道院を訪問しドイツ福音主義教会 (EKD) の幹部と会談した。しかしベネディクト16世は「外交官のように交渉ができると思ったら大間違いだ」とカトリックとプロテスタントの融和にたいしては強硬な態度を示した。

### メディア露出
ベネディクト16世は史上初めてテレビを通じて信徒などの質問に答えたローマ教皇になった。
2011年4月22日にイタリアのカトリック教会の番組に出演し、あらかじめ寄せられた質問のうち7つに応えた。そのうち日本の千葉県在住の少女から寄せられた東日本大震災に際しての質問「どうしてこんなに怖い思いをしなければいけないのか」には「私も同じように『なぜ』と自問しています。答えが見つからない」と言いつつも「我々は皆さんと共にある」と応えた。
またネットにおいては2012年12月にツイッターのアカウントを9言語で取得。ツイッターを「福音を世界に宣べ伝える新しい窓」と位置付け、ツイートを開始した。

### 教皇庁人事
ベネディクト16世は教皇位につくと教皇庁の人事を発表したが、それは前教皇時代の人々を再任命という形で留任させるというものであった。その中でも最も高位の人事は国務長官でイタリア人のアンジェロ・ソダーノ枢機卿とバチカン市国の知事でアメリカ人のエドモンド・スツカ枢機卿の2人である。
このときの唯一の新人事は教皇自身がついていたポストであり、空位になっていた教理省長官の任命で、事前の予想に反してサンフランシスコ大司教区のウィリアム・ジョゼフ・レヴァダ大司教が指名された。レヴァダは新しいカテキズムの編纂者の一人であり、枢機卿団において最も保守的な傾向を持つ人物であるといわれている。教理省長官のポストは教皇庁の中でも影響力が大きく、教皇にとっても自身が長らく務めていたポストである。アメリカ合衆国は世界政治において圧倒的な影響力を持つため、従来教皇庁の有力ポストにアメリカ人がつくことは教会の中立性に影響を及ぼす恐れがあるといわれていた。そのレヴァダは翌2006年3月にベネディクト16世が初めて行った枢機卿任命で枢機卿に親任され、2012年6月に定年のため引退するまで務めた。後任の教理省の長官には、ドイツ人のゲルハルト・ルートヴィヒ・ミューラーが任命された。
2006年6月22日には定年によるソダーノ枢機卿およびスツカ枢機卿の引退願いを受諾、同年9月15日に当時ジェノヴァ大司教のタルチジオ・ベルトーネ枢機卿が新たに教皇庁国務省長官に任命されている。

### 列福・列聖
2005年5月13日に教皇として最初の列福調査開始を命じている。調査対象は前教皇であるヨハネ・パウロ2世である。通常は死後5年を待たないと列福調査は開始されないが、前教皇は生前から聖人の誉れが高かった上、自身が司式した葬儀時には群衆の間から「Santo Subito」（サント・スビト、イタリア語で「すぐに聖人に」）の大歓声が繰り返し上がったためであった。聖人になるためには長いプロセスをたどらねばならない。初期調査で聖徳を備えていたことが立証されると「神のしもべ」となる。つぎに「尊者」になり、ここで対象者のとりなしによる奇跡が認定されて初めて福者になる。福者になってはじめて記念ミサを行うことができるようになる。
翌5月14日、最初の列福式を執り行った。列福されたのはハワイのマザー・マリアンヌ・コープである。彼女はモロカイ島のダミアン神父の協力者であり、ハンセン病患者のために生涯をささげた。彼女の任意の記念日は1月23日と定められた。ダミアン神父とマザー・マリアンヌはともにHIV感染者の保護者となっている。列福・列聖式を精力的に執り行ったヨハネ・パウロ2世とは異なり、ベネディクト16世はこの在任最初の列福式の司式を列聖省長官ホセ・マルティンス枢機卿におこなわせた。これは列福式のような対外的な業務もさることながら、教会の内的な業務に力をいれたいという教皇の意思のあらわれであり、自らの年齢と健康状態への配慮と識者は見ている。その後ダミアン神父は2009年に、マリアンヌ・コープは2012年にそれぞれ列聖されている。
2005年10月23日にはベネディクト16世による最初の列聖式が行われ、ポーランド人でリバウの司教ヨシフ・ビルツェフスキなどが聖人にあげられた。
2011年1月にはヨハネ・パウロ2世の列福が決定、5月1日には列福式を自ら司式し、ヨハネ・パウロ2世は福者にあげられた。

### 思想的立場
「教理の番犬」とあだ名されるほどの保守派の神学者出身。一般に超保守派とみなされている。

### エキュメニズムについて
カトリック教会は第2バチカン公会議において、教会がエキュメニズムや異文化理解を促進しなければならないと方向転換をおこなった。教皇はこの思想が行きすぎたものになり、結果として過度の相対主義にいきつくことで、カトリック教会の存在の意味そのものが失われかねないと危惧しているといわれる。第2バチカン公会議以来ミサはラテン語の他、各国語で行うことができるようになり、現地の言語によるミサが急速に広まった。こうした中、7月7日、第2バチカン公会議による典礼改革以前のラテン語による最後のミサ典書の使用を限定的ながら認める自発教令「スンモルム・ポンティフクム」を発表した。これは前教皇による第2バチカン公会議前の典礼に親しみを感じる信徒への配慮（1988年に自発教令の形で使徒的書簡「エクレジア・デイ」）に続くものであるが、ラテン語ミサには賛否両論がある。

### 社会教説

#### ジェンダーについて
2008年12月24日、バチカンで聖職者向けに行った年末の演説で、ジェンダー理論に触れ、男性と女性との区別をあいまいにするとして批判した。この批判には、同性愛者や性転換者の権利が拡大していることへの懸念がある。神が各人に与えた性や性交渉のあり方を歪曲することは、自然破壊と同様であり、結局は人間の「自己破壊」に繋がるという見解である。ジェンダー理論への批判は、同理論の、性が（神の生まれつき与えたものではなく）社会的に構成されるという主張に限られている。

#### 産児制限、同性愛について
避妊、人工妊娠中絶、同性愛など社会的問題に対してはいずれも断固反対という立場をとっている。
2009年3月にはHIVによる被害が深刻化しているアフリカ訪問中に、感染予防に用いられるコンドームの使用に反対すると述べた。この声明は世界保健機関およびアフリカ各国政府、カトリック教会の一部から強く批判されたため、教皇庁は釈明に追われた。12月24日、クリスマスミサ中に女性に飛びかかられ転倒する。

#### アニメーションやコンピュータゲームについて
2007年1月24日にはアニメーションやコンピュータゲームを含む、エンターテインメント作品における過激な性表現や暴力を「卑俗で背徳的であり、不快」と非難する見解を表明している。しかし「人間の尊厳を広めるなど道徳的な内容での使用であればメディアは教育を支援できる」と発言した。

### 他宗教との関係

#### ユダヤ教

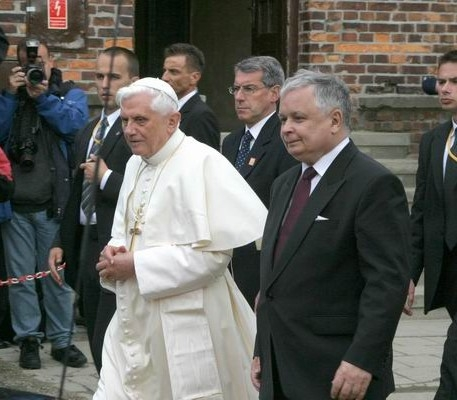
アウシュビッツ強制収容所を訪れるベネディクト16世、手前の人物はポーランドのカチンスキ大統領。

2006年にアウシュビッツ強制収容所を訪問した。また2007年のオーストリア訪問時にも同国の首席ラビとともに同国内の強制収容所跡を訪問した。
2011年にはイエス・キリストの生涯を書いた著書の中で「エルサレムの寺院の上層部とバラバの釈放を望んだ大衆だけがイエスを非難した」としるし、ユダヤ人全体が「キリスト殺し」に責任を負うものではないと結論付けた。マタイの福音書にあるイエスの処刑のくだりからユダヤ人は「キリスト殺し」の咎で迫害されてきており、1960年代にその論理は一旦否定されていたが、再燃を受けてベネディクト16世は改めてこれを否定した。

#### イスラム教
2006年9月12日、ドイツの大学で行った講義の中で、ベネディクト16世はイスラム教の教えの一つであるジハードを批判する発言を行いメディアから批判を受けた。パキスタン議会は、9月15日に彼に発言の撤回を求める非難決議を全会一致で採択した。なお、発言にはイスラムを邪悪で残酷と評した14世紀の東ローマ皇帝マヌエル2世の「ムハンマドは、剣によって信仰を広めよと命じるなど、世界に悪と非人間性をもたらした」という言葉を引用している。
2007年には就任後初めてイスラム諸国であるトルコを訪れた。前年の「ジハード批判」に反発するデモが発生するなど混乱が見られた。このトルコ訪問ではエルドアン首相、セゼル大統領と会談したほか、イスタンブールのスルタンアフメト・モスク（ブルーモスク）を訪問。その後、正教会のコンスタンディヌーポリ総主教庁を訪問、総主教ヴァルソロメオス1世と会談した。

#### プロテスタントと東方正教会
2007年7月10日、教皇庁は「ローマ・カトリック教会は唯一の正統な教会である」との記述内容を含む文書を公表した。これには教皇ベネディクト16世が承認を与えている。同文書はプロテスタント教会についても言及し、「使徒ペテロに始まる使徒的伝承をプロテスタント教会が壊し、叙階の秘跡を損なったために、『教会』と呼ぶことはできない」とした。正教会については、使徒的伝承を守っていると評価する一方、教皇に対する認識の面で「まったき教会としては欠点がある」とした。

#### 異端の破門解除
2008年11月に行われたインタビューにおいて、ヨハネ・パウロ2世が無断人事のかどで破門した聖ピオ十世会の4人の司教に対して、カトリック教会への復帰を呼びかける、としてその（破門の）撤回を決定し、その中にはホロコーストにおける毒ガス使用否定の発言を行ったリチャード・ウィリアムソンも含まれていた。これには、ホロコースト否定が犯罪として明記されているドイツおよびユダヤ人団体などから大きな批判が起こり、教皇はホロコーストを否定しない立場を明確に表明するとの声明を発表した。超保守派聖ピオ十世会の4名の司祭の破門を解除した後に、その内の一人のリチャード・ウィリアムソンによるホロコーストに関する発言がユダヤ団体から反発を生んだことは、「ローマ法王『最大の失態』」などと報じられ禍根を残すことになった。

### 他宗教・他教派との対話
2007年10月22日にはイタリアのナポリで開催された異宗教間サミットに出席し、イスラム教・ユダヤ教・正教会をはじめとする様々な宗教指導者と会合した時には、2001年9月11日に起きたアメリカ同時多発テロ事件に言及しつつ、人類の和解を呼びかけ「私達の使命は、それぞれの宗教の相違点を尊重しつつ、世界平和と人類の和解のために尽力することだ」「争いによって引き裂かれ、神の名の下に暴力が正当化されることもあるこの世界において、宗教は憎しみの道具になり得ないと繰り返し表明することが重要だ」と述べ、異宗教の信者との誠実で公明正大な対話を重視する発言をした。

### 環境政策
環境問題はヨハネ・パウロ2世が「神の被造物である環境を破壊してはならない」と発言するなど、バチカンの取り組むべき問題であった。ベネディクト16世は環境問題に対して積極的な行動をとっている。パウロ6世ホールに太陽光発電パネルを設置し、ハンガリーの植林事業に出資しCO2排出枠を買い取りバチカンをカーボンニュートラル国家にすることを試みた。また世界の経済的利益のための環境対策には批判的であり、環境問題は倫理的問題と考えていた。また環境が悪化すると、その国の貧困層など社会的弱者をいっそう困窮させる（環境難民）として弱者救済に関する問題としても環境問題をとらえていた。

### 不祥事

#### 「バチリークス・スキャンダル」
2012年に教皇宛の告発文書がリークされる事件が起きた。漏洩した元執事の男にはバチカンの裁判所は窃盗罪で禁固18か月有罪の判決を下したが、教皇は恩赦を出している。リークした男は「教皇は操作されて」おり「不正をただすために」リークしたと動機を語っている。リークされた文書にはバチカンの行財政を取り仕切る宗教事業協会（バチカン銀行）の文書やマネーロンダリングなどバチカンの不正一掃を試みたカルロ・マリア・ビガーノ大司教が失脚の恐れがあるので教皇に助けを求める内容の文書もある。これらはバチカンの行政の長であるベルトーネ国務長官など教皇の側近に不利に働くものであった。そのためバチカンでは権力闘争が激化しているのではと考えられた。

#### マネーロンダリング
またバチカンではマネーロンダリングが問題になっており、EUからも法の不備の指摘を受けてきた。2009年にJPモルガン・チェース銀行はミラノ支店のバチカン銀行の口座を閉鎖した。開設から短期間で口座から15億ドルものカネが他の口座に送金されており、それも毎日閉店時には残高がゼロになっていたことを疑問に思った同銀行がバチカンに回答を求めたところ返答がなかったためである。翌2010年9月にイタリア財務警察はバチカン銀行の3300万ドルの預金を凍結し、不正会計の疑いで捜査を始めた。その後2010年末にバチカンはマネーロンダリングを含む不透明なカネの流れをなくすための財務情報監視局を設置したが、2012年にはアメリカ合衆国の「国際麻薬統制戦略報告書」の「マネーロンダリングに利用される国々のリスト」にバチカンが載せられることになった。前述のカルロ・マリア・ビガーノ大司教がマネーロンダリングの根絶の陣頭指揮を執っていたが、駐米大使に異動、失脚した。イタリア銀行はマネーロンダリング排除の取り組みが足りないとの指摘し、ドイツ銀行のイタリア法人に対するバチカンでの監督業務の付与を停止した。このため同銀行のATMが使用できないなどのカード決済に不都合が生じており、「バチカンの最大の産業」である観光に悪影響が出ている。
このような不祥事は、ベネディクト16世がバチカンを統制できていないことのあらわれであり、カトリック教会の性的虐待事件（当該項目参照）とともに、教皇の心労の原因となり「疲れた」「重圧に耐えられない」ということばをラテン語で発するようになる。

## 辞任
2013年2月11日に開催された枢機卿会議において、約2週間後の2月28日20時（中央ヨーロッパ時間）をもって自らの意思で辞任（退位）することを表明した。教皇は「何度にもわたって神に対し良心に照らして考えた結果、高齢に達している我が身が教皇としての職務を達成することができないという確信を持った」とし、「素早い変化に見舞われ、信仰にとってとても大切な問題に揺れる今日の世界では、ローマ教皇には心身ともに活力が必要であるが、私にとってそうした活力がここ数か月弱ってきており、私に与えられた職務を遂行することができなくなった」とラテン語で述べた。
辞任の表明はバチカン関係者も予想していなかったとされている。枢機卿会議の取材に際してラテン語を解する記者がいたイタリアのANSA通信がスクープとしてまず報道した。インターネットのSNS上でも"pope"（ローマ教皇の意）の語がトレンドのランキングで急上昇した。のちの報道では辞任の予兆が存在したとの指摘もされている。教皇が2009年にラクイラ地震の被災地を訪問した際に、ラクイラ市内のサンタ・マリア・ディ・コレマッジオ聖堂にある、教皇辞任の規定を初めて教会法に取り入れてその最初の適用者ともなった中世のケレスティヌス5世の墓を訪問した。その際に自らが教皇就任以来使用してきたパリウムと呼ばれる法衣を墓にかぶせて奉献した。これは生前に自らの意思で辞任した（当時）唯一の教皇であるケレスティヌス5世を意識してとった行動であると推測する者もいる。辞任の表明は枢機卿会議の席上で「自身の力不足を理由に辞任する」という内容の文章をラテン語で朗読することで行われたが、これは719年前にケレスティヌス5世が辞任した際と同じである。
ベネディクト16世は辞任成立まで教皇としての聖務を継続した。2月14日には一般の拝謁をうけ信徒の「愛情と祈りに感謝の意」を表明している。
2013年2月28日の夕方にバチカン宮殿からカステル・ガンドルフォに移動し、バルコニーから集まった信徒に対し「私はもはや教皇ではなくなる。この世における巡礼の最後をたどり始めた一人の巡礼者だ」などと語り、現役最後の日を締めくくった。その後20時（中央ヨーロッパ時間）に辞任が成立し、使徒座空位となった。辞任成立の時刻をもってカメルレンゴ（教皇代理）を務めるタルチジオ・ベルトーネの指示で教皇の居室が封印され、古くからの伝統と新たに定められた規定に基づき、使徒座空位期間に入った。1996年に第264代教皇ヨハネ・パウロ2世が発令した「使徒憲章」（ウニヴェルシ・ドミニチ・グレジス = 主の全ての群れの牧者）では、教皇のいない使徒座空位期間中は枢機卿団によって教会統治がなされるが、通常、教皇の決裁を要する事項は代理できないことから、これらは新教皇着座後に持ち越されている（ただし、通常かつ延期できない事項はこの限りではない。実際、使徒座空位期間中の3月5日にベネズエラ大統領のウゴ・チャベスが亡くなり、通常は教皇名で発せられる弔電が枢機卿団名で出された）。通常、教皇帰天に伴う使徒座空位発生の場合は4-6日後に実施される葬儀の後に9日間の服喪期間が発生するが、ベネディクト16世の辞任は存命のまま行われているので服喪期間は発生していない。
ローマ教皇が自ら辞任を申し出るのは歴史上極めて異例であり、教会大分裂の解消のために1415年に辞任したグレゴリウス12世以来598年ぶりのことである。グレゴリウス12世の辞任は本人の同意が存在したとされているものの「教皇鼎立の解消」という政治的な事情が背景にある事実上の廃位であり、自身の意思で辞任するのは1294年のケレスティヌス5世の辞任以来719年ぶり、史上2人目となる。
教皇の辞任は教会法に規定があるものの、先例が数百年以上前になるために辞任後の教皇の称号や権限などの処遇は教会法で明確に規定されていなかった。このため退職した司教が「名誉司教」と呼ばれることにならい「名誉教皇 (Pope emeritus)」という称号が新設された。また「名誉教皇」も「教皇名」と「聖下」の尊称で呼ばれる。「名誉教皇聖下」と呼ばれた人物はこれまでになく、ベネディクト16世が最初の例となる。また服装も教皇と同様に純白のスータンとカロッタと呼ばれる帽子を着用する。しかしケープと飾り紐と「教皇の赤い靴」の着用はない。前例であるケレスティヌス5世は退任後すぐに幽閉され、10か月後に死亡している。
辞任後のベネディクト16世はバチカン内にあるマーテル・エクレジエ修道院に居住することとなった が、2013年2月時点では改装中であったため辞任までには間に合わず、暫定的にガンドルフォ城に滞在することとなった。辞任時点でバチカンから離れていたことで、結果的にコンクラーヴェから前教皇を隔離する意味も持つこととなった。
辞任した教皇はコンクラーヴェには参加しない。そもそもコンクラーヴェの参加資格は「使徒座空位発生日（今回は2013年2月28日）時点で80歳未満の枢機卿」であるため、ベネディクト16世はこの条件を満たしていない。辞任と同時に「使徒座空位」が宣言され、教会は枢機卿団の管理に入った。この間辞任した教皇はいかなる言動も取らない。カメルレンゴは2007年にベネディクト16世が任命したタルチジオ・ベルトーネ枢機卿が務めた。教皇が死去していないため、服喪のための9日間の祈りは行わず、3月4日から8日にかけて枢機卿会議が行われ、3月12日からコンクラーヴェが開始された。通常教皇選挙は使徒座空位発生日から15-20日目の間に開始されるが、ベネディクト16世が要請を受ける形で辞任直前に規定を改め、有権者となる枢機卿が全員揃えば開始の前倒しを可能とし、実際に3日の前倒しが行われて12日からの開幕となった。コンクラーヴェは、使徒座空位発生時の2013年3月1日時点で80歳未満で同日までにローマに集合した枢機卿によって行われた。参加条件を満たした115名の枢機卿（ヨーロッパ62名、ラテンアメリカ19名、北米14名、アフリカ11名、アジア11名、オセアニア1名）によるコンクラーベの結果、3月13日にアルゼンチン出身のフランシスコ（本名ホルヘ・マリオ・ベルゴリオ）が後継者に選ばれ、同日就任した。

## 帰天と葬儀

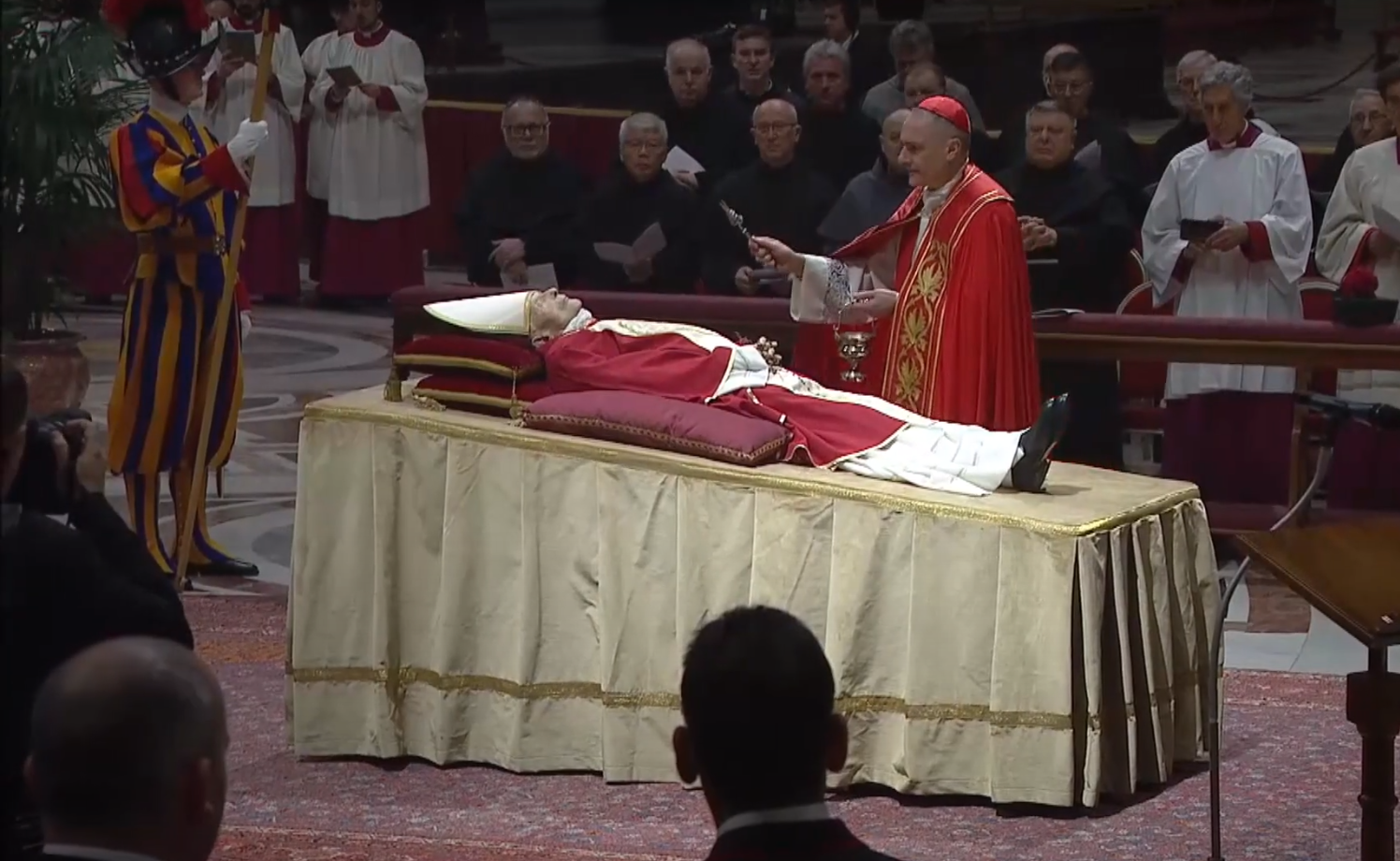
サンピエトロ大聖堂のバシリカに正装安置されたベネディクト16世の遺体。マウロ・ガンベッティ主席司祭が聖水を遺体にふりかけている。

### 帰天
中央ヨーロッパ時間2022年12月31日9時34分にバチカンにある修道院において帰天（崩御）。寶算95。

### 葬儀
遺体は2023年1月2日にサン・ピエトロ大聖堂に安置され、葬儀は1月5日にフランシスコ教皇の司式によってサン・ピエトロ広場で執り行われ、遺体はサン・ピエトロ大聖堂の地下墓地に埋葬された。ローマ教皇が前のローマ教皇の葬儀に参列するのは、1799年にナポレオン1世の教皇領占領の捕虜として抑留先のフランスで帰天したピウス6世の遺体が1802年にローマに帰還後、ピウス7世の参列のもと葬儀が行われて以来221年ぶりである。

## 批判

### 性的虐待事件への対応
2009年になってアイルランド、ドイツ、アメリカ合衆国におけるカトリック聖職者による児童性的虐待事件が報道されるようになった。このスキャンダルに関してカトリック教会およびベネディクト16世への批判が高まり教会への不信は戦後最悪ともされる状態にまで陥り、教皇の辞任を求めるデモも発生していた。
アイルランドにおける事例については2009年末にアイルランド政府が公表した報告書が騒動のきっかけとなった。この中では1930年から80年代にかけて、教会の運営する施設において数百人の聖職者が少なくとも2500人の少年少女に性的虐待を加えたと述べられており、さらに組織的な隠ぺいがあったと結論している。ベネディクト16世は事件のもみ消しを図ったショーン・ブレイディー枢機卿の処罰を行っていないことが批判された。
300人以上もの被害者が報告されているドイツにおける事件では、教皇が大司教であった1980年の南部ミュンヘン教区においても被害者が存在すること、教皇の実兄が指揮者を務めたレーゲンスブルク聖歌隊においても虐待があったこと、さらに性的虐待に関与した神父の教会施設受け入れを認めたと報道されている。
アメリカ合衆国における事例では、ある神父が1950年から1974年にかけて聴覚障害を持つ児童200人に対して性的虐待を行ったとの報告が1996年に教理省に届けられたにもかかわらず、当時長官であったベネディクト16世はこれに何の回答も行わなかったと報道されている。
これらのカトリック教会への批判に対して、教皇は3月の日曜礼拝において「つまらないゴシップにおびえることはない」と述べ隠蔽への関与を否定した。教皇に近い司教らは、報告されている聖職者による性的虐待は「一部の者の過ち」に過ぎず、「性的虐待はカトリックだけの問題ではない」「何者かの陰謀だ」などと反論している。ベネディクト16世の説教師を務めるカプチン会のRaniero Cantalamessaは、“教会への批判は反ユダヤ主義に基づくユダヤ人迫害に似ている”と述べ、不適切な発言であると再度批判を受けた。
2013年2月11日、ベネディクト16世の退位の発表に対し、これら性的虐待被害者の団体は、「性的虐待をするという恐怖の状態を終わらせるのにほとんど何も手を尽くさなかった」として退位を歓迎している。

## 人物・逸話
- カトリック教会公用語のラテン語、また常用語のイタリア語はもちろんのこと、母語のドイツ語の他にも、フランス語・英語・スペイン語での会話ができ、片言ながらポルトガル語の素養もある。また古代ギリシア語と古典ヘブライ語の文献を読解することもでき、フランス語は第一外国語だったこともあり特に堪能で、1992年以来フランス倫理学アカデミーの会員でもある。
- 趣味はピアノで、特にドイツ語圏の作曲家であるモーツァルトとベートーヴェンの曲を好んで演奏する。またサッカー好きで、ドイツのFC バイエルン・ミュンヘンのファンクラブ会員であることも知られている。
- 映画『スター・ウォーズシリーズ』に登場する悪役でイアン・マクダーミドが演じる銀河帝国皇帝パルパティーンと外見がそっくりなことが、2005年にニューヨークの週刊紙『The Village Voice』で取り上げられた。ネット上には多くの「指先からフォースライトニングを出すベネディクト16世」「ライトセーバーを持つベネディクト16世」などパロディコラージュが作られた。
- 異例の自発的理由による退位を表明した日の夜、落雷がサンピエトロ大聖堂のバシリカの尖塔を直撃した[64][65]。
- 2020年9月4日、生後93年4か月16日になり既存のレオ13世を超えてローマ教皇経験者史上最高齢となった。伝説上の存在としては103～104歳まで生きたとされるアガトがいるが、西ローマの帝政廃止前後の人物で生年がはっきりしない。そのため生年月日が明白な中世以降の教皇に限れば、この日以降歴代最高齢の教皇経験者である。

## 著書
日本語訳著作
- 『信仰と未来』（田淵文男 訳、あかし書房）
- 『まことの兄弟とは ― キリスト教的兄弟観』（吉田聖 訳、エンデルレ書店）
- 『キリスト教入門』（小林珍雄 訳、エンデルレ書店、ISBN 4-7544-0013-5）
- 『典礼の精神』（濱田了 訳、サンパウロ、ISBN 4-8056-6121-6）
- 『新ローマ教皇 わが信仰の歩み』（里野泰昭 訳、春秋社、ISBN 4-393-33246-6）…半生が綴られた自伝。
- 『ベネディクト16世  黙想と祈りによる十字架の道行き』（女子パウロ会、ISBN 4-7896-0605-8）
- 『教皇ベネディクト16世  回勅  神は愛』（カトリック中央協議会司教協議会秘書室研究企画 訳、カトリック中央協議会、ISBN 4-87750-125-8）
- 『信仰について ― ラッツィンガー枢機卿との対話』（V. メッソーリ 著、吉向キエ 訳、ドン・ボスコ社、ISBN 4-88626-095-0）…枢機卿時代のインタビュー。
- 『ポスト世俗化時代の哲学と宗教』（J. ハーバーマスとの共著、三島憲一 訳、岩波書店、ISBN 978-4-00-024758-0）
- 『教皇ベネディクト16世 霊的講話集2005』（カトリック中央協議会司教協議会秘書室研究企画 編訳、カトリック中央協議会、ISBN 978-4-87750-131-0）
- 『教皇ベネディクト16世 霊的講話集2006』（カトリック中央協議会司教協議会秘書室研究企画 編訳、カトリック中央協議会、ISBN 978-4-87750-132-7）
- 『教皇ベネディクト16世 霊的講話集2007』（カトリック中央協議会司教協議会秘書室研究企画 編訳、カトリック中央協議会、ISBN 978-4-87750-140-2）
- 『使徒的勧告  愛の秘跡   〜教皇ベネディクト16世〜』（カトリック中央協議会司教協議会秘書室研究企画 訳、カトリック中央協議会、ISBN 978-4-87750-138-9）
- 『回勅  希望による救い』（カトリック中央協議会司教協議会秘書室研究企画 訳、カトリック中央協議会、ISBN 978-4-87750-139-6）
- 『ナザレのイエス』シリーズ（里野泰昭訳、春秋社）- 教皇在任中に教皇の職務とは関係なく執筆・出版されたシリーズ。「教皇ベネディクト16世ヨゼフ・ラツィンガー」名義。日本語訳のうち後期2冊は退位後の発刊のため、名誉教皇名義になっている。
  - 『ナザレのイエス』（ISBN 978-4-39333-277-1）
  - 『ナザレのイエスII：十字架と復活』（ISBN 978-4-39333-316-7）
  - 『ナザレのイエス プロローグ：降誕』（ISBN 978-4-39333-333-4）
- 『使徒  教会の起源』（カトリック中央協議会、サンパウロ、ISBN 978-4-87750-136-5）
- 『教父』（カトリック中央協議会、サンパウロ、ISBN 978-4-87750-143-3）
- 『聖パウロ』（カトリック中央協議会、サンパウロ、ISBN 978-4-87750-144-0）